# أسل مشترط
أسل مشترط (الاسم العلمي: Juncus stipulatus) نوع نباتي يتبع جنس الأسل وينتمي إلى الفصيلة الأسلية.